# L'Empire de David Innes
L'Empire de David Innes est un roman d'Edgar Rice Burroughs publié en 1915 et faisant partie du cycle de Pellucidar. Son histoire est la suite de Au cœur de la Terre, le premier de la série.

## Version originale
- Titre : Pellucidar.
- Parution en magazine : "All-Star Cavalier Weekly", 1er au 29 mai 1915.
- Parution en livre : "A.C. McClurg & Co.", 1922.

## Éditions françaises
- Pellucidar, "Le Journal de Mickey", nos 177 à 202 (1938)
- Pellucidar, "Story", nos 146 à 169 (1948)
- Pellucidar, OPTA (1966)
- L'empire de David Innes, Édition Spéciale (1971)
- L'empire de David Innes, Temps Futurs (1982)
- L'empire de David Innes, in Le cycle de Pellucidar 1, Lefrancq (1996)
- L'empire de David Innes, PRNG Editions (2017)

## Résumé du roman
David Innes revient sur Pellucidar avec les armes modernes qu'il a ramenés de la surface de la Terre afin d'aider les tribus de ce continent de se libérer du joug des Mahars, peuple de reptiles volants qui capturent des humains afin de les manger après les avoir engraissés. Sitôt arrivé, il libère le Mahar qui s'était embarqué avec lui et se met à la recherche de Sari, où il espère retrouver son ami Abner Perry et sa fiancée préhistorique Diane la Magnifique.
Il se dirige vers le sud. En route, il tombe sur un vieillard poursuivi  par des Sagoths, une tribu d'hommes-singes qui capturent les humains pour le compte des Mahars. Il l'aide à se tirer de ce mauvais pas et s'aperçoit qu'il s'agit de son ami Perry. Celui-ci lui raconte ce qui s'est passé pendant son absence. Hooja le Rusé a réussi à persuader les Sariens que David ne reviendrait jamais. Désespérée, Diane s'est enfuie pour ne plus subir les constantes avances de Hooja. Alors que Sari subissait une nouvelle attaque des Mahars, Perry a décidé de partir à la recherche de Diane. C'est alors qu'il est tombé sur le groupe des Sagoths.
Les deux hommes continuent leur chemin et atteignent la mer. David veut tenter de joindre Ja d'Anoroc, qu'il a connu lors de son précédent passage, afin de le persuader de joindre son peuple à la coalition contre les Mahars. David et Perry construisent un bateau contenant certaines armes ramenées de la surface de la Terre afin de l'impressionner. Ils arrivent finalement à le contacter et le persuadent de construire une flotte de guerre.
Laissant Perry à Anoroc, David retourne sur le continent car il veut rencontrer Ghak le Chevelu, chef des Sariens. Malheureusement, il est capturé par les Sagoths et emmené à Phutra, capitale de l'État des Mahars. Les Mahars se souviennent des ennuis qu'il leur a causé lors de son précédent passage. Ils l'emmènent dans un amphithéâtre et le jettent en pâture à un tigre à dents de sabre. Une fille est dans l'arène avec lui. Il s'agit de Diane la Magnifique, que les Mahars ont également capturé. Un Mahar demande alors à la reine la vie sauve pour David. C'est Tu-Al-Sa, le Mahar qui a fait le voyage à la surface de la Terre et que David a épargné. La reine accepte mais David doit lui redonner le manuscrit sacré qu'il leur avait dérobé lors de son évasion (voir Au cœur de la Terre). Diane doit rester à Phutra comme otage. N'ayant pas vraiment le choix, David se rend à la caverne où il avait laissé le manuscrit mais ne le trouve pas. Catastrophé, il retourne à Phutra où il apprend que Hooja le Rusé a livré le manuscrit aux Mahars en retour de Diane. Mécontente, la reine des Mahars consent à le libérer mais il ne doit plus retourner dans leur pays car il est jugé beaucoup trop dangereux. 
David retourne alors chez les Sariens où il retrouve Ghak, bien content de le revoir. Diplomate, il a réussi à former une coalition anti-mahar composée des pays de Sari, Kali, Amoz et Suvi. Une délégation de Thuriens, un peuple insulaire situé près d'Anoroc accepte de s'y joindre. C'est elle qui lui apprend que Hooja le Rusé s'est allié aux Mahars et qu'il s'est installé sur une île voisine de Thuria avec une bande de guerriers et, commandité par les Mahars, ce groupe entreprend des raids de pillage chez les peuples de la région. 
David, qui veut sauver Diane des griffes de Hooja, aborde à son île. C'est dans une caverne où il est entré subrepticement qu'il la retrouve et parvient à la délivrer. Avec elle et Juag, un autre prisonnier évadé, il quitte l'île et aborde à Thuria où il est plutôt mal reçu. Diane est même enlevée par un insulaire que les deux hommes parviennent à rattraper et à tuer.
Reprenant la mer, ils sont bientôt poursuivis par la flotte de Hooja. Au moment où ils vont être capturés, la flotte de guerre, menée par Perry et Ja d'Anoroc, apparaît. Avec l'aide de mousquets et de canons, elle coule tous les bateaux de Hooja qui est tué dans la bataille. L'île de Hooja est alors conquise et Juag en est fait roi.
L'armée de Ghak arrive à son tour. Elle marche sur Phutra, qui est assiégée et conquise. Entretemps, les hommes préhistoriques, menés par David, ont appris à se servir de mousquets et de fusils. Les Mahars sont refoulés dans les montagnes. David Innes fonde alors une fédération des peuples coalisés sur laquelle il règne en tant qu'empereur avec sa nouvelle femme Diane.